# Robert Deutsch (Archäologe)

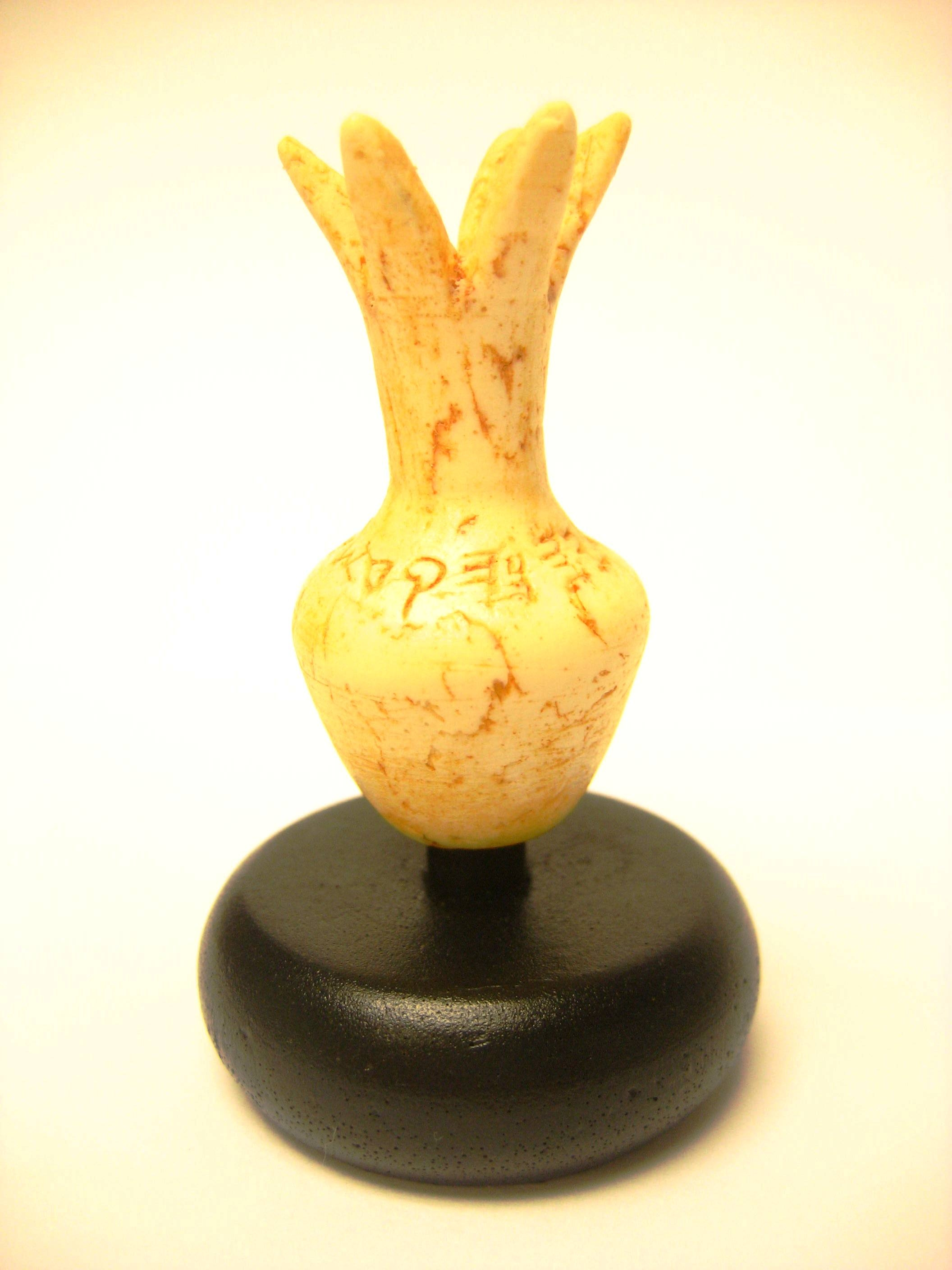
Elfenbein-Granatapfel

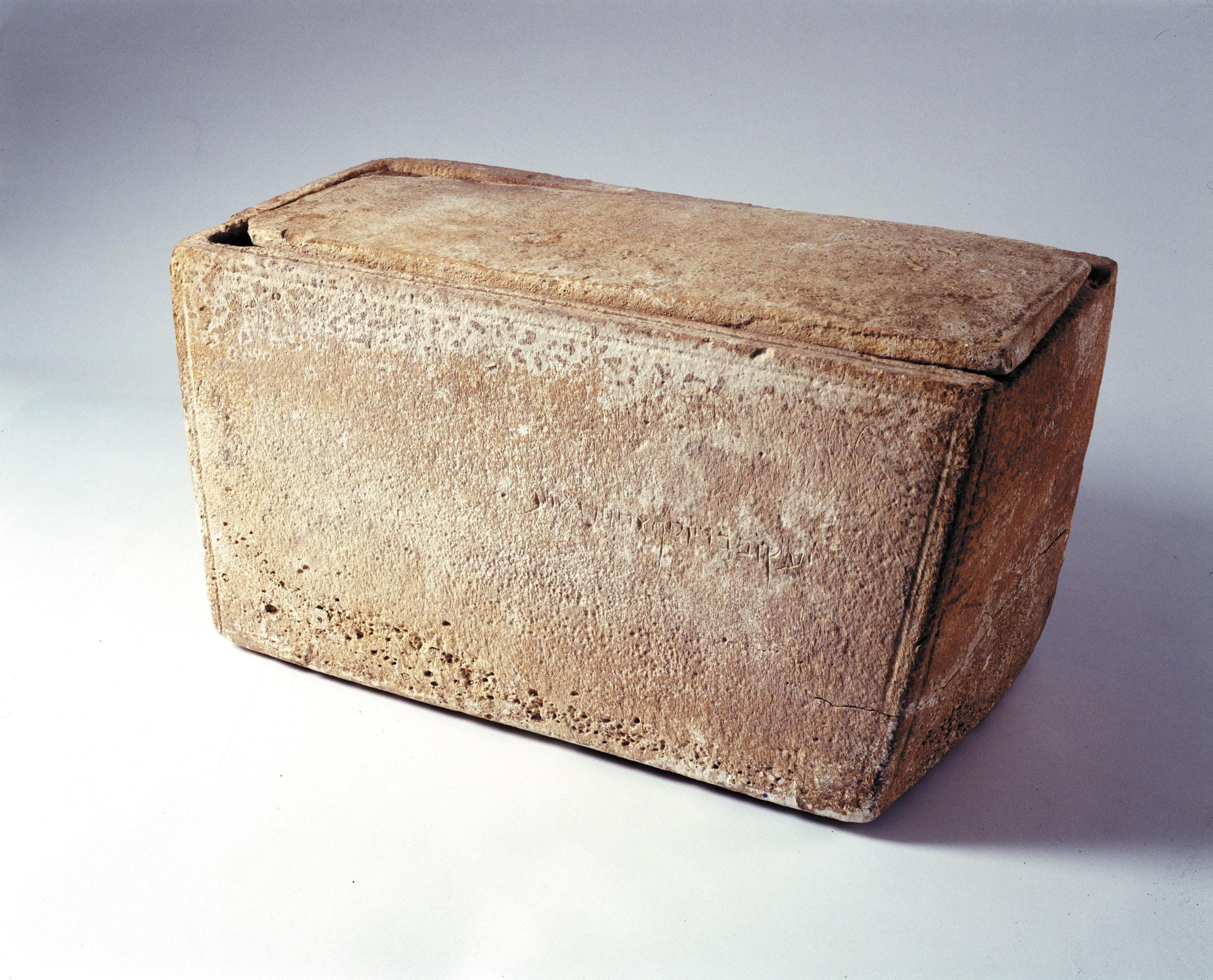
Jakobus-Ossuar

Robert Deutsch (hebräisch רוברט דויטש, * 12. Januar 1951) ist ein israelischer Archäologe, Epigraphiker, Numismatiker und Antiquitätenhändler.

## Leben
Deutsch wanderte aus Rumänien nach Israel ein.
Nach eigenen Angaben studierte Deutsch 1991 bei Benjamin Mazar Archäologie an der Universität Tel Aviv, um seinen Master zu erlangen.
Er promovierte dort 2009 mit einer Arbeit zum Thema The Jewish Coinage During the First Revolt Against Rome, 66-73 C.E. über Münzen des Jüdischen Krieges.
Von 1992 bis 2004 nahm er zusammen mit David Ussishkin und Israel Finkelstein an Ausgrabungen am Tell Megiddo⊙ teil.
Dort leitete er die Ausgrabungen im Area M, das 1902 von Gottlieb Schumacher ausgegraben wurde.
Von 1997 bis 2004 hielt er Vorlesungen über Epigraphie, Paläografie, antike Inschriften aus der Zeit des Ersten Tempels und über die Entwicklung des westsemitischen Alphabets an der Universität Haifa.
Als er 2004 zusammen mit anderen der Fälschung von Antiquitäten angeklagt wurde, erlitt sein Ansehen einen derartigen Schaden, dass er diese Vorlesungstätigkeit aufgab und die Universität verließ.
Der Prozess zog sich über sieben Jahre hin und endete mit dem Freispruch Deutschs.
Das Ansehen, die Gesundheit und das Leben Deutschs wurden durch diesen langen Prozess und die damit verbundenen Verdächtigungen geschädigt.
Deutsch erhielt in dieser schweren Zeit Unterstützung von einigen Kollegen, darunter Hershel Shanks, André Lemaire, Gabriel Barkay, Régine Hunziker-Rodewald, Ada Yardeni, Alan Ralph Millard,
Zusammen mit Régine Hunziker-Rodewald, Meir Lubetski von der City University of New York, Annalisa Azzoni, Vanderbilt University, gründete Deutsch 2014 die EABS Research group: Northwest Semitic Epigraphy Related to the Biblical World.
Deren Anliegen war es, die immer zahlreicher auftauchenden antiken Inschriften aus dem 1. Jahrtausend v. Chr. aus den laufenden Ausgrabungen im Nahen Osten auszuwerten und einzuordnen.
Deutsch war von 2015 bis 2019 Präsident der Israel Numismatic Society.
Deutsch ist Antiquitätenhändler mit dem Geschäft Archaeological Center in Tel Aviv-Jaffa.
Er wird als Experte auf dem Gebiet der Fälschungen betrachtet.
Er wurde in vielen Fällen um sein Urteil gebeten, so auch im Fall des Siegels der Maadana.
Deutsch hielt es für eine Fälschung.

## Forschungsinteressen
Deutsch forscht auf dem Gebiet der antiken westsemitischen Inschriften aus der Zeit des Ersten Tempels, der jüdischen Ikonografie, der antiken Münzen, speziell der Münzen aus der Zeit des Jüdischen Krieges.

## Prozess zum Handel mit archäologischen Fälschungen
Seit den 1970er Jahren erlebte die Produktion von gefälschten Antiquitäten in Israel einen Aufschwung.
Hinter den Fälschungen standen häufig Experten, die die Fälschungen so geschickt ausführten, dass sie auch für Fachleute nur sehr schwer zu erkennen waren. Manche Fälschungen konnten nur durch Anwendung modernster Methoden entlarvt werden, andere sind bis heute umstritten.
Von 2004 bis 2012 wurde gegen fünf vermutete Fälscher ein Prozess geführt, der dann jedoch aus Mangel an Beweisen eingestellt wurde.
Bei diesen fünf handelte es sich um
- Rafael Braun, Restaurator von Antiquitäten, ehemaliger Leiter des Antiquitätenlabors des Israel-Museums
- Shlomo Cohen, Sammler von Antiquitäten
- Faiz al-Amaleh, Antiquitätenhändler
- Oded Golan (* 1951), Sammler von Antiquitäten
- Robert Deutsch, Antiquitätenhändler, Archäologe, Epigraphiker.[15][16]

Die Anklage gegen Shlomo Cohen wurde fallen gelassen.
Der ägyptische Künstler Marco Samah Shoukri Ghatas gestand, dass er die Joasch-Inschrift gemacht hatte. Faiz al-Amaleh wurde zu 6 Monaten Gefängnis verurteilt.
Robert Deutsch und Oded Golan wurden vom Vorwurf der Fälschung von Antiquitäten freigesprochen.
Dies war jedoch kein Urteil über die Echtheit der betroffenen Antiquitäten, die von vielen Archäologen weiterhin als Fälschungen angesehen werden.
Das Muster der Fälschungen war wie folgt:
Echte Antiquitäten wurden mit Inschriften versehen, bzw. vorhandene Inschriften erweitert.
Dann wurden diese neuen Inschriften mit einer speziell zu diesem Zweck hergestellten Patina bedeckt.
Der Inhalt dieser Inschriften bestätigte oft biblische, religiöse und politische Aussagen, nach denen die Archäologen schon lange suchten.
Dadurch wurde die jeweilige Antiquität „aufgewertet“ und konnte oft sehr teuer verkauft werden.
Im Fall des Jakobus-Ossuars, der Joasch-Inschrift und des Elfenbein-Granatapfels kam Yuval Goren durch Untersuchungen der Patina über den Inschriften mit Hilfe der Röntgenfluoreszenzanalyse zum Schluss, dass diese wahrscheinlich ganz oder teilweise in jüngerer Zeit hinzugefügt wurden.
Deutsch, Yuval Goren, Ada Yardeni, Aaron Demsky, André Lemaire und andere arbeiteten gemeinsam an der Beurteilung dieser vermutlichen Fälschungen. Die Kompliziertheit der Situation zeigt sich unter anderem darin, dass zeitweise sogar die Gutachter selbst als Komplizen der Fälscher verdächtigt wurden.
Teilweise wird die Echtheit der Fundstücke kontrovers diskutiert, wie zum Beispiel im Fall der Berekhyahu Bullae.
Diese werden von Yuval Goren als moderne Fälschungen betrachtet, während Deutsch und andere sie als echte Antiquitäten werten.
Nach seinem Freispruch verklagte Deutsch die Israel Antiquities Authority (IAA) wegen Diskreditierung zu 3 Millionen Dollar Schadensersatz und Schmerzensgeld.
Die Klage wurde abgewiesen.

## Veröffentlichungen

### Bücher
- Jewish coinage during the First Revolt against Rome, 66-73 CE, Tel Aviv: Archaeological Center Publication, 2017, ISBN 9789657162224
- Recording New Epigraphic Evidence; Essays in Honor of Robert Deutsch zusammen mit Gabriel Barkai, André Lemaire, Martin Heide, Regine Hunziker-Rodewald, Andre Lemaire, Meir Lubetski, Alan Millard, Bezalel Porten, Philip Schmitz, Daniel Vainstub, Leshon Limudim; First Edition, 2015, ISBN 978-9657162217
- Haneroth halalou: ma collection d'anciennes lampes à huile d'Eretz Israël zusammen mit Josef Chaim Kaufman, Jaffa: Archaeological Center Publication, 2012, ISBN 9789657162200
- Biblical period epigraphy: the Josef Chaim Kaufman collection: seals, bullae, handles, Tel Aviv: Archaeological Center Publication, 2011, ISBN 9789657162170
- Biblical period Hebrew bullae: the Josef Chaim Kaufman Collection, 2 Bände, Tel Aviv: Archaeological Center Publication, 2003–2011, ISBN 9789657162170
- Adoniram collection of West Semitic inscriptions zusammen mit André Lemaire, Tel Aviv: Archaeological Center Publication, 2003, ISBN 9789657162019
- Shlomo: studies in epigraphy, iconography, history, and archaeology in honor of Shlomo Moussaieff zusammen mit Shlomo Moussaieff, Tel Aviv: Archaeological Center Publication, 2003, ISBN 9789657162071
- Biblical period personal seals in the Shlomo Moussaieff collection zusammen mit André Lemaire, Tel Aviv: Archaeological Center Publication, 2000, ISBN 9789659024056
- Michael: historical, epigraphical and biblical studies in honor of Prof. Michael Heltzer zusammen mit Michael Heltzer, Yitsḥaḳ Avishur und anderen, Tel Aviv: Archaeological Center Publication, 1999, ISBN 9789652229397
- Messages from the past : Hebrew bullae from the time of Isaiah through the destruction of the First Temple, Tel Aviv: Archaeological Center Publication, 1999, ISBN 9789659024032
- West Semitic epigraphic news of the 1st millenium BCE zusammen mit Michael Heltzer, Gabriel Barkay, Tel Aviv: Archaeological Center Publication, 1999, ISBN 9789659024049
- Windows to the past zusammen mit Michael Heltzer, Tel Aviv: Archaeological Center Publication, 1997, ISBN 9789652228390
- New epigraphic evidence from the biblical period zusammen mit Michael Heltzer, Tel Aviv: Archaeological Center Publication, 1995, ISBN 9789652226129
- Forty new ancient West Semitic inscriptions, Tel Aviv: Archaeological Center Publication, 1994, ISBN 9789652225115

### Artikel (Auswahl)
- Biblical Period Personal Seals in the Shlomo Moussaieff Collection zusammen mit André Lemaire, Archaeological Center Publication, 2000, ISBN 965-90240-5-3 online
- The Coinage of the First Jewish Revolt against Rome, 66-73 C.E., 2017
- Reconsidering the Authenticity of the Berekhyahu Bullae: A Rejoinder zusammen mit Pieter Gert van der Veen, Gabriel Barkey, in  Antiguo Oriente, volumen 14, 2016, S. 99–136
- Another Fiscal Bulla from the City of David zusammen mit Gabriel Barkay, in Ingeborg Rennert Center for Jerusalem Studies New Studies on Jerusalem
- The Pierced Coins of Shimon Bar Kokhbaand the Die Position of the Cluster of Grapes and Vine Leaf zusammen mit Yigal Ronen, in THE ISRAEL NUMISMATIC JOURNAL, VOL. 19, JERUSALEM 2016
- Sehend in die Katastrophe zusammen mit Pieter Gert van der Veen, Spektrum der Wissenschaft: Special Archaeologie-Geschichte Kultur "Juda und Israel: vom Tempel Salomos zum babylonischen Exils" December 2015
- Six New Unrecorded Israelite Hebrew Seals SHEFFIELD PHOENIX PRESS, 2015
- The Shihan Stele Reconsidered zusammen mit Regine Hunziker-Rodewald, Transeuphratène 45/II, 2014, S. 51–67, pl. VI-X
- Ten Unrecorded Hebrew Fiscal Bullae in Essays in Honor of Robert Deutschon the Occasion of his 65th Birthday, 2016
- Ten Unpublished West Semitic Bronze Weights zusammen mit Alan Millard, Israel Numismatic Journal no. 18, 2014
- The Bulla of 'Amaryahu Son of the King, the ancestor of the prophet Zephaniah? zusammen mit Pieter Gert van der Veen, Transeuphratène 46, Paris, 2014, S. 121–132, pls. 9–10
- JPFs, More Questions than Answers BAR, 2014
- The Coinage of the Great Jewish Revolt Against Rome: Script, Language and Inscriptions, Spink, 2012
- Six Hebrew Fiscal Bullae from the Time of Hezekiah,  Society of Biblical Literature 2012 S. 59–68
- Coinage of the First Jewish Revolt Against Rome: Iconography, Minting Authority, Metallurgy, Brill, 2011, in The Jewish Revolt against Rome, S. 361–371, ISBN 978-90-04-21669-3
- Roman Coins Boast "Judaea Capta", BAR, 2010
- A Note on a Medallion of Antoninus Pius from Neapolis: The Largest Medallion Minted in Palestine, Israel Numismatic Journal, 2009
- Tracking Down Shebnayahu, Servant of the King: How an Antiquities Market Find Solved a 42-Year-Old Excavation Puzzle, The Biblical archaeology review, 2009
- The Unique Prutah from the First Year of the Jewish War Against Rome: A Reassessment Israel Numismatic Journal, 16, 2007-8
- Western Area M (The 1998-2002 Seasons) Israel Finkelstein, David Ussishkin, Robert Deutsch, MEGIDDO IV zusammen mit Israel Finkelstein, David Ussishkin, 2006
- A Hoard of Fifty Hebrew Clay Bullae from the Time of Hezekiah, Archeological Center Publication, Tel Aviv-Jaffa, 2003
- A ‘Babylonian’ Grave from Megiddo’s Area F in Israel Finkelstein, David Ussishkin, Baruch Halpern,  Megiddo III: The 1992–1996 Seasons, (2000), S. 424–428.
- Messages from the Past: Hebrew Bullae from the Time of Isaiah Through the Destruction of the First Temple, Bulletin of the American Schools of Oriental Research, 2000
- A Royal Ammonite Seal Impression, Archeological Center Publication, Tel Aviv-Jaffa, 1999
- Five Unrecorded ‘Yehud’ Silver Coins, Israel Numismatic Journal, 1999
- Seal of Ba’alis Surfaces, BAR, 1999
- First Impression: What We Learn from King Ahaz’s Seal, BAR, 1998
- Numismatic Evidence from the Persian Period from the Sharon Plain, Transeuphraténe, 13, 1997
- Six Unrecorded ‘Yehud’ Silver Coins, Israel Numismatic Journal, 1990